# Долорес Ернандес
Долорес Ернандес (21 травня 1997) — мексиканська стрибунка у воду.
Учасниця Олімпійських Ігор 2016, 2020 років.
Призерка Панамериканських ігор 2019 року.